# شاخ فون ووته نو
آقای شاخ فون ووته نو (به آلمانی: Schach von Wuthenow)، رمانی روایی-تاریخی است که تئودور فونتانه بین سال‌های ۱۸۷۸ تا ۱۸۸۲ مشغول نگارش آن بوده‌است. این اثر نهایتاً یک سال پس از اتمام آن منتشر شد. آقای شاخ یک نجیب‌زاده و کاپیتان هنگ سواره نظام و دارای خانواده ای اشرافی است. ووته نو نیز ملک اربابی خاندان اوست که در مجاورت دریاچه روپین قرار گرفته‌است. ووته نو در ضلع شمالی شهر برلین قرار گرفته‌است.
داستان در سال ۱۸۰۶ اتفاق می‌افتد که پروس از یک طرف در گیر و دار نبرد با ناپلئون و نیروهای تازه‌نفس فرانسوی است و از سوی دیگر تنش‌های سیاسی به وجود آمده، کشور را از شرایط عادی خارج کرده و موجب آن شده که نظامیان قدرت بیشتری پیدا کرده و علاوه بر سیاست، وارد حریم هنر و ادبیات شوند. در این میان یکی از افسران عالی‌رتبه و پرنفوذ به نام کاپیتان شاخ فون ووته نو (نام کوچک او در نمایشنامه گفته نمی‌شود) که می‌تواند نقشی تأثیرگذار در آینده پروس ایفا کند وارد روابطی با یک خانواده اشراف‌زاده دیگر می‌شود که متشکل از یک مادر و دختر هستند. این رابطه از بعد سیاسی آن خارج شده و شرایط ویژه ای بین آنها ایجاد می‌کند. آقای شاخ باید بین زندگی نظامی، سیاسی و عاطفی خود توازن ایجاد کند. توازنی که با وجود دشمنان بسیار زیادِ شاخ کاری بسیار سخت خواهد بود.
واژه «شاخ» علاوه بر آنکه به عنوان یک اسم خاص مورد استفاده قرار می‌گیرد معانی دیگری نیز دارد. شاخ هم به عنوان بازی شطرنج استفاده می‌شود و هم به معنی «شاه» که مشخصا از زبان فارسی گرفته شده‌است. فونتانه هم به معنای واقعی کلمه از این ایهام در نمایشنامه آقای شاخ استفاده کرده‌است. چرا که هم می‌توان رفتارها و روابط افراد صاحب نفوذ را به مثابه یک شطرنج تمام عیار مشاهده کرده و هم از جایگاه شخص آقای شاخ به عنوان شاهِ بازی شطرنج آگاه بود.
این اثر هم مانند دیگر آثار فونتانه، در موازات روابط سیاسی و اجتماعی، به روابط خانوادگی نیز پرداخته و با مهارت رفتارهای زنانه را توصیف می‌کند. علاوه بر آنکه در آن از شخصیت‌های واقعی سیاسی و نظامی نام برده شده‌است و از این مورد می‌توان تسلط فونتانه بر وقایع تاریخی را مشاهده نمود. بارزترین این شخصیت‌ها اوتو فریدریش فون شاک، یکی از کاپیتان‌های هنگ سواره نظام پروس و دیگری هنریتا فون کرایون یکی از سرمایه داران پروسی است که بین سال‌های ۱۸۰۰ الی ۱۸۱۵ روابط نزدیک و پیچیده‌ای داشتند که دستمایه نگارش این نمایشنامه توسط فونتانه شده‌است.
این نمایشنامه توسط سعید جوزی به فارسی ترجمه شده و توسط انتشارات گل آذین منتشر شده‌است.
1. تهران: گل آذين، 1399 .226ص فهرستنويسي بر اساس اطلاعات فيپا ISBN 978-622-6352-49-9